# Дэба ботё

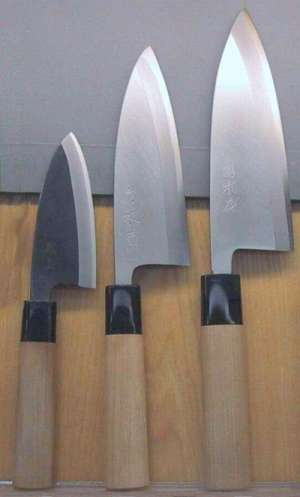
Дэба ботё разных размеров

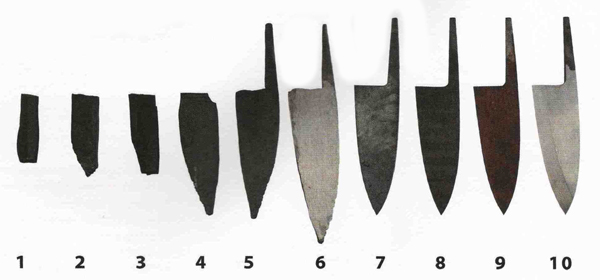
Стадии одного из способов формирования японского клинка Деба на фабрике Fujitora Industry

Дэба ботё (яп. 出刃包丁, буквально «заострённый разделочный нож») — выполненные в японском стиле кухонные ножи для резки рыбы, птицы и мяса. Длина этих ножей может быть разной, иногда достигает 30 см. Дэба ботё появились в период Эдо в городе Сакаи. Эти ножи сделаны специально для разделки рыбы. Относительно большая толщина ножа позволяет легко срезать рыбе голову. Также нож прекрасно скользит вдоль костей, снимая филе.
Ножи дэба не предназначены для разрубания толстых костей.